# Мірацидій
Мірацидій (лат. miracidium) — личинка партеногенетичного покоління дігенетичних сисунів (Digenea). Здатні активно плавати в рідкому середовищі завдяки биттю війок, заражають проміжних господарів — черевоногих молюсків, в рідкісних випадках — двостулкових молюсків і поліхет. Мірацидії розвиваються з відкладених марітами яєць; по закінченні розвитку вони або відразу виходять у водне середовище і приступають до активного пошуку господаря, або вступають в період спокою до тих пір, поки яйцева капсула не буде проковтнута господарем. Поки мірацидій шукає проміжного господаря, він не харчується і живе коштом глікогену, накопиченого в ході ембріогенезу. В ході впровадження в тканини господаря мірацидій скидає війки, які несуть епітеліальні пластини, після чого розвивається в материнську спороцисту.

## Будова

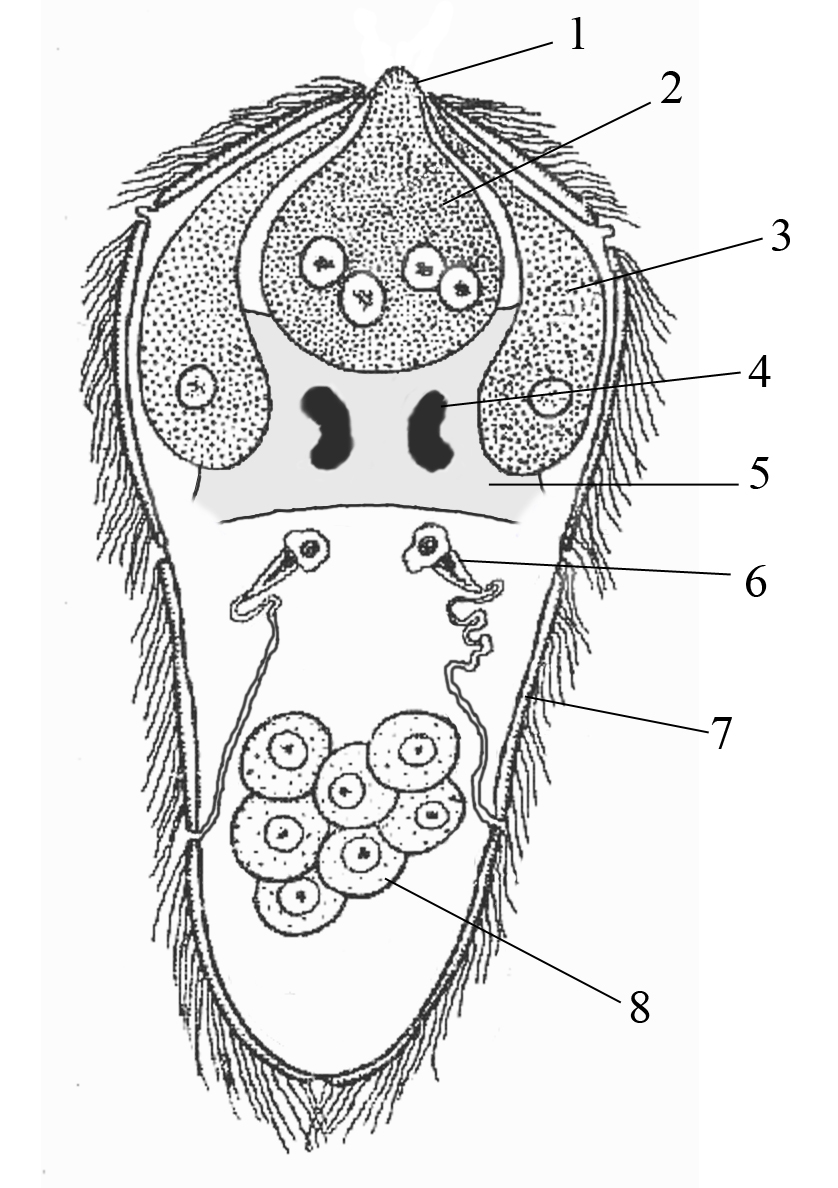
Будова мірацидія: 1 — хоботок; 2 — личинкова залоза; 3 — латеральні залози; 4 — вічка; 5 — мозковий ганглій; 6 — протонефрідія; 7 — епітеліальна пластина; 8 — зародкові клітини

Тіло мірацидія має краплеподібну форму. Розміри у різних видів варіюють в широких межах залежно від стратегії зараження. Представники, які активно шукають господаря, володіють більшими розмірами — 80-150 мкм, у виняткових випадках — до 340 мкм (Cyclocoelum microstomum). Мірацидії видів, для яких характерне пасивне зараження в результаті заковтування яйця господарем, зазвичай досягають лише 20-60 мкм, найдрібніші форми — до 4-10 мм. Активні мірацидії володіють більш складною будовою і меншою тривалістю життя: кілька годин у порівнянні з декількома місяцями у мірацидії з пасивним зараженням.
На передньому кінці знаходиться хоботок — орган впровадження в тканини господаря. Він володіє власною мускулатурою, а на його поверхні відкриваються протоки личинкової й латеральної залоз, секрет яких володіє цитолітичною і гістолітичною дією і використовується при пенетрації покривів хазяїна. Личинкова залоза знаходиться в передній третині тіла мірацидія, її цитоплазма заповнена зернистим секретом.
Покриви представлені війчастими епітеліальними пластинками, які чергуються (2-5 поперечних рядів) та гребенями гіподерми, які підстелюють шари кільцевої й поздовжньої мускулатури. Гіподерма мірацидія являє собою синцитіальну мережу, яка складається з вузьких гребенів, оточуючих по периметру епітеліальні пластини, занурених під шари мускулатури. Суцільна синцитіальна пластинка формується тільки на передньому кінці тіла (покриви хоботка).
У передній третині тіла мірацидія розташований великий мозковий ганглій, іннервіруючий епітеліальні пластинки, м'язові волокна і складний набір сенсорних структур (до 17 типів). Поверхневі сенсілли мірацидії розташовані тільки на хоботку і на гребені гіподерми, між першим і другим рядами епітеліальних пластинок, на епітеліальних пластинках та інших ділянках гіподерми вони відсутні. Органи фоторецепції представлені парою пігментованих вічок і розташованим перед ними непарним очком, позбавленим пігментації.

## Джерело
- Мірацидій [Архівовано 4 березня 2016 у Wayback Machine.]